# Björkån, Kalixälven
Björkån är ett vattendrag i norra Norrbotten, Överkalix kommun. Längd cirka 15 kilometer. Björkån rinner upp i Elmajärvi och mynnar i Jokkselet i Kalixälven strax söder om bostället Hoppet, cirka 5 mil norr om Överkalix.